# Love over Gold
Love over Gold — четвертий студійний альбом англійської групи Dire Straits, який вийшов 20 вересня 1982 року.

## Композиції
1. Telegraph Road — 14:20
2. Private Investigations — 6:47
3. Industrial Disease — 5:50
4. Love Over Gold — 6:18
5. It Never Rains — 8:00